# Nouvelle Fonderie Gillet
La Nouvelle Fonderie Gillet ou la Nouvelle Fonderie Gillet Industries est une fonderie située à Albi et créée le 10 novembre 2014, à la suite du rachat par ses salariés de l'ancienne Fonderie Gillet Industries, elle-même issue de la Fonderie Gillet, la plus ancienne de France. Elle est spécialisée dans la fabrication de pièces en alliage légers, de petites et moyennes séries. La Fonderie Gillet, dont la construction date de 1687,, est mise en liquidation judiciaire, pour la première fois de son histoire, en juin 2008. À la suite d'une seconde liquidation judiciaire, survenue le 22 juillet 2014, les salariés de l'entreprise décident de reprendre l'ancienne fonderie, qu'ils rebaptisent Nouvelle Fonderie Gillet ou Nouvelle Fonderie Gillet Industries,.

## Histoire
La Fonderie Gillet est la plus ancienne fonderie de France. Construite à Albi le 1er novembre 1687 par Pierre Gillet, sous le règne de Louis XIV, c'est la 3e plus vieille fonderie du monde et la 4e entreprise la plus ancienne de France,. Ce fut une entreprise familiale pendant près de 320 ans.
Elle est mise en liquidation judiciaire en juin 2008 et reprise par Sofual, une autre société tarnaise, implantée à Saint-Juery, en conservant 33 de ses 40 salariés. La nouvelle société, rebaptisée Fonderie Gillet Industries, rejoint un groupement de petites et moyennes industries, constituées par Pierre Lenne, autour de la société Sobral, à Colombier-Saugnieu,. Anne Gillet, l'ancienne gérante, reste dans l'entreprise, au poste de directrice administrative et de conseillère prud'homale, ce qui fait d'elle une salariée protégée. En 2009, Pierre Lenne licencie 9 salariés pour raison économique, dont Anne Gillet. D'après le directeur de la fonderie Albert Brochoire : « On ne savait pas qu'il existait une procédure spéciale pour les salariés protégés ». La fonderie est condamnée à lui verser 180 000 euros, somme qui sera ramenée à 120 000 euros après un compromis entre Pierre Lenne et Anne Gillet. La fonderie Gillet Industries dépose alors plainte contre l'UIMM (l'Union des Industries Métallurgiques et des métiers de la Métallurgie), pour ce qu'elle estime être de « mauvais conseils ».
Le 22 juillet 2014, après des pertes s'élevant à 1,2 million d'euros, la fonderie est à nouveau mise en liquidation judiciaire. Le 18 novembre 2014, comme aucun repreneur ne se manifeste, 27 salariés sur les 41 en poste, décident de reprendre la Fonderie Gillet Industries. L'entreprise rebaptisée Nouvelle Fonderie Gillet (ou Nouvelle Fonderie Gillet Industries) poursuit ses activités sous la forme d'une société coopérative et participative (scop), après l'accord du Tribunal de commerce d'Albi. Les vingt-sept salariés ont déboursé 5 000 euros chacun pour entrer au capital social de l'entreprise,,.

## Affaire «Bernardi Gillet»
Le 1er janvier 2015, la direction de l'entreprise est confiée à un salarié extérieur, Jacques Bernardi. Sept mois plus tard, à la suite d'un conflit concernant les horaires de travail des ouvriers, il présente sa démission le 23 juillet 2015. Nicolas Pomarède, un ancien responsable de la maintenance et présent dans la fonderie depuis vingt huit ans, est alors nommé président du conseil d'administration. Boris Boissière, un ancien salarié de la fonderie (vingt huit ans d'ancienneté également) et porteur du projet de la scop, est nommé directeur général de l'entreprise,.
Jacques Bernardi attaque ensuite la scop aux prud'hommes, estimant avoir démissionné sous la pression et réclame 150 000 euros de dommages et intérêts. Le 9 mai 2016, le conseil des prud'hommes d'Albi se déclare incompétent pour statuer entre les deux parties. Il constate par ailleurs qu'il n'existe pas de contrat de travail entre ces deux dernières,.

## Réalisations
La fonderie réalise des pièces à partir d'aluminium, de bronze, de cuproaluminium ou de laiton.
En 2015, la scop fabrique 104 stèles en aluminium de près de 90 kg, pour le mémorial du Tour de France, intitulé Le tour des géants. L'inauguration se déroule à Pau, le 13 juillet 2015, en présence de son maire François Bayrou,.
En 2018, la société produit notamment des pièces de rechange en aluminium et en bronze pour la SNCF, ainsi que des roues en bronze de 850 kg, destinées à des turbines de pompage pour le marché international.
En 2019, la fonderie participe à la fabrication des buses des 6 nouvelles fontaines, du rond-point des Champs-Élysées à Paris. L'ensemble du projet a mobilisé 40 entreprises et plus de 250 personnes.

## Popularité
La Nouvelle Fonderie Gillet est médiatisée dans l'émission de France 2 : 13h15, le dimanche. L'équipe de tournage suit les salariés de l'entreprise durant 6 années, de la constitution de la scop en 2014, jusqu'en 2020. La série documentaire de 6 épisodes, réalisée par Emmanuelle Chartoire et intitulée 27 patrons pour une usine, est diffusée à partir du 28 mars 2021,,.